# Ciencia Ciudadana en Argentina
La ciencia ciudadana en Argentina se caracteriza por los proyectos que buscan conocer, concientizar y proteger la salud, biodiversidad y el medio ambiente. Hay más de 30 proyectos de ciencia ciudadana en el país, muchos de ellos relacionados con el uso de telefónos celulares. Los proyectos han sido divididos en proyectos Contributivos, de Colaboración y Co-creativos en el mapeo de ciencia ciudadana del Ministerio de Ciencia, Tecnología e Innovación y el Laboratorio de Aceleración del Programa de las Naciones Unidas para el Desarrollo en Argentina. Los proyectos Contributivos son diseñados por científicos y los ciudadanos colaboran en la obtención de datos, como Proyecto Vaquitas o Appear. En los proyectos de Colaboración, los ciudadanos participan en la obtención y el análisis de los datos. En cambio en los proyectos Co-Creativos, los ciudadanos participan en todas las etapas del proceso científico.

## Proyectos Contributivos

### Appear
El investigador Joaquín Cochero, en 2016 en Argentina, se desarrolló la aplicación gratuita AppEAR (“app” para la Evaluación de Ambientes Ribereños) en el Instituto de Limnología. Esta aplicación recolecta datos mediante un cuestionario, para el estudio de los ecosistemas acuáticos de agua dulce (ríos, arroyos, lagunas y estuarios) mediante la colaboración de los usuarios de dispositivos móviles. El proyecto tiene como objetivo mapear la calidad de los ecosistemas acuáticos y generar material educativo vinculado a la conservación de estos ecosistemas. La aplicación además incluye material educativo  para diferentes edades. En el primer año de la aplicación se detectaron tres problemas principales percibidos por los usuarios de la aplicación: el uso del suelo alrededor de los sitios, la ausencia de vegetación y la presencia de basura.

### Caza Mosquitos
Raúl Campos y Cristian Di Battista del instituto de Limnología “Dr. Raúl A. Ringuelet” de La Plata desarrollaron la aplicación para teléfonos celulares Caza Mosquitos para identificar mosquitos y poder mapear especies vectoras de enfermedades como Aedes aegypti.

### GeoVin
GeoVin es una aplicación gratuita realizada por Soledad Ceccarelli, en el marco de su tesis doctoral, como parte del Laboratorio de Triatominos del Centro de Estudios Parasitológicos y de Vectores (Cepave), del Consejo Nacional de Investigaciones Científicas y Técnicas (Conicet) y de la Universidad Nacional de La Plata (UNLP). Los usuarios de la aplicación mandan sus fotos y los científicos determinan si se trata de una vinchuca. Este insecto es trasmisor de la enfermedad de Chagas-Mazza. En el caso de que se trate de este insecto, se le envia al usuario una lista de sugerencias sobre qué hacer y con quién contactarse para disminuir los riesgos de la infección por Chagas. Tiene como objetivo generar información sobre la distribución geográfica de las vinchucas y así prevenir su proliferación. En 2018 fue declarada como una herramienta de interés por la Organización Mundial de la Salud.

### Proyecto Vaquitas
Proyecto Vaquitas, iniciado por investigadores del Instituto de Investigaciones en Biodiversidad y Medioambiente (INIBIOMA), dependiente del Conicet y la Universidad Nacional del Comahue, utiliza la aplicación INaturalist con el objetivo de mapear la distribución de vaquitas de San Antonio tanto nativas como exóticas, debido a la invasión actual de exóticas y la disminución de especies nativas.

### Vi un abejorro
Un proyecto similar al anterior es el proyecto "vi un abejorro", realizado por estudiantes e investigadores de la Universidad Nacional del Comahue y el CONICET, cuyo propósito es mapear especies de abejorros tanto nativas como exóticas.

### Proyecto Hornero
Los biólogos Nicolás Adreani y Lucía Mentesana desarrollaron un proyecto que busca recopilar datos sobre la construcción del nido del hornero, así como también con el objetivo específico de relacionar a la ciudadanía con la ciencia, a través de la aplicación para celulares “Hornero”. En 2019, habían consiguido datos de 8.787 nidos registrados en los cinco países donde se encuentra esta especie, Argentina Brasil, Bolivia, Paraguay y Uruguay. En 2022, publicaron un trabajo en la revista científica Current Biology donde llegaron a la conclusión que la construcción del nido con la entrada hacia la derecha o a la izquierda no era al azar.

## Proyectos Colaborativos

### Calidad del Aire
Matías Acosta del Instituto Jorge Sábato de la Universidad de San Martín y del Programa de Naciones Unidas para el Desarrollo (PNUD) coordina un proyecto para monitorear la calidad del aire en bicicleta con un dispositivo desarrollando la plataforma Open Seneca en la Universidad de Cambridge, Reino Unido. Los sensores son ensamblados por estudiantes de la Universidad de Buenos Aires y la Universidad Nacional de San Martín y se llevan en la canasta o el portaequipajes trasero de cualquier bicicleta, o en una mochila. Los equipos son entregados e instalados en las bicicletas de personas voluntarias seleccionados con base en su uso de la bicicleta.

## Proyectos Co-Creativos

### Proyecto Cyano
Desde la facultad de Ciencias Químicas de la Universidad Nacional de Córdoba se creó un proyecto junto a escuelas de la zona del Embalse Los Molinos, para la concientización sobre la eutroficación, un proceso que contribuye a la proliferación de cianobacterias y afecta la salud humana y animal. El proyecto realiza el monitoreo visual en la zona del embalse, e actividades educativas en escuelas primarias, incluyendo material de monitorización para las escuelas. El proyecto publica periódicamente los resultados de los monitoreos.